# Alfredo Nascimento
Pour les articles homonymes, voir Nascimento.
Alfredo Nascimento, de son nom complet Alfredo José Henriques Nascimento, est un footballeur portugais né le 10 mai 1937 à Montijo. Il était gardien de but.

## Biographie
Gardien important de Benfica lors des années 1960, il était notamment mis en concurrence par Costa Pereira et José Henrique.

## Carrière
- 1959-1964 :  CF Belenenses
- 1964-1970 :  Benfica Lisbonne
- 1970-1974 :  União de Tomar[1]

## Palmarès

### En club
Avec le Benfica Lisbonne :
- Champion du Portugal en 1967